# Armeeabteilung Hollidt
Die Armeeabteilung Hollidt war ein nur für wenige Monate bestehender Großverband der Wehrmacht im Zweiten Weltkrieg. Aus rückwärtigen Teilen der 6. Armee gebildet und zunächst als Armeegruppe Hollidt bezeichnet, wurde der Verband im Winter 1942/43 erstmals bei den Kämpfen im Donbogen und am Tschir und später am Donez eingesetzt. Anfang März 1943 bildete sie den Kern der wiederaufgestellten 6. Armee.

## Geschichte

### Armeegruppe Hollidt
Im Verlauf der Operation Uranus, die während der Schlacht von Stalingrad zur Einkesselung der deutschen 6. Armee in Stalingrad führte, konnte das ihr unterstellte, aber als Reserve gehaltene VIII. Armeekorps der Einschließung entgehen. Auf Donbogen und Tschir zurückgedrängt, wurde aus dem Korps, sogenannten Alarmeinheiten und zusammengewürfelten Kampfgruppen eine neue Abwehrfront gebildet. Um diese teils sehr geschwächten Einheiten einheitlich führen zu können, wurde die Armeegruppe Hollidt geschaffen, welche wiederum den linken Flügel der am 21. November aufgestellten Heeresgruppe Don bildete. Namensgeber und Befehlshaber war der Kommandierende General des XVII. Armeekorps, General der Infanterie Karl-Adolf Hollidt, als Chef des Generalstabes fungierte dabei Oberst Walther Wenck.
Die Hauptaufgabe der Armeegruppe lag in der Behauptung der noch in deutscher Hand verbliebenen Brückenköpfe an Don und Tschir. Hierzu stand der Verband in ständigem Abwehrkampf gegen sowjetische Angriffe. Da vorgesehene Verstärkungen ausblieben (die zugeführte 306. Infanterie-Division traf erst ab dem 16. Dezember 1942 bei Morosowskaja und Millerowo ein), war es unter diesem anhaltenden Druck nicht möglich, die ursprünglich zugedachte Rolle als nördlicher Angriffskeil während des Unternehmens Wintergewitter zum Entsatz der 6. Armee auszufüllen. Vielmehr sah sich der Verband ab Mitte Dezember mit der Operation Kleiner Saturn massiven sowjetischen Angriffen ausgesetzt, die ein Durchstoßen der Front in Richtung Rostow am Don zum Ziel hatten, um den deutschen Truppen im Kaukasus den Rückzugsweg abzuschneiden. In schweren Rückzugsgefechten wurde die Armeegruppe Hollidt in Richtung Asowsches Meer zurückgedrängt.
Unterstellte Einheiten am 22. Dezember 1942
- 62. Infanterie-Division
- 294. Infanterie-Division
- 306. Infanterie-Division
- Kampfgruppe 22. Panzer-Division
- I. Rumänisches Korps (rumän. 7., 9. und 11. Division)
- II. Rumänisches Korps (Reste rumän. 14. Infanterie,- 7. Kavallerie- und 1. Panzer-Division)

Gliederung der Armeegruppe am 1. Januar 1943
- Direkt unterstellt: 306. Infanterie- und 213. Sicherungs-Division

Gruppe Mieth
- 336. Infanterie- und 7. Luftwaffen-Felddivision
- Kampfgruppen Burgstaller, Heilmann, Stahel

XVII. Armeekorps
- Gruppe Spang
- 294. Infanterie- und 8. Luftwaffen-Felddivision
- rumänische 7. Kavallerie- und 14. Infanterie-Division

XXXXVIII. Panzerkorps
- Stab. 94. I. D.
- 6. und 11. Panzer-Division
- rumänische 1. Panzer-Division

XXIX. Armeekorps
- 62. Infanterie-Division
- Kampfgruppe Schuldt
- Reste der italienische Divisionen Celere, Torino, Sforczesca und Pasubio
- rumänische 7., 9. und 11. Infanterie-Division

### Armeeabteilung Hollidt
Am 23. Januar 1943 erfolgte die Umbenennung in Armeeabteilung Hollidt. Der Führungsstab und die unterstellten Einheiten blieben dabei identisch; die Zugehörigkeit zur Heeresgruppe Don (ab 12. Februar umbenannt in Heeresgruppe Süd) änderte sich ebenfalls nicht.
Die Armeeabteilung stand in der Woroschilowgrader Operation (29. Januar – 18. Februar 1943) umgehend im Großkampf mit den Armeen der sowjetischen Südwestfront (Generaloberst N. F. Watutin). Die sowjetische 1. und 3. Gardearmee (unter den Generalleutnants W. I. Kusnezow und D. D. Leljuschenko), mit Unterstützung durch die 5. Panzerarmee (Generalleutnant I. T. Schljomin), konnten dabei die Stadt Woroschilowgrad (14. Februar) und den unteren Don-Bogen bis zum Asowschen Meer zurückerobern. Die Rückeroberung des Industriegebietes von Stalino wurde von der Armeeabteilung Hollidt verhindert.
Nach dem deutschen Rückzug zum Mius wurde die Armeeabteilung am 6. März 1943 zur Fortsetzung der Tradition der in Stalingrad untergegangenen Armee in 6. Armee umbenannt.